# لجنة المساواة بين الجنسين (جنوب إفريقيا)
لجنة المساواة  بين الجنسين (CGE) هي مؤسسة مستقلة من ضمن المؤسسات الناتجة عن مؤسسات الفصل التاسع في جنوب أفريقيا، وتستمد سلطتها من دستور جنوب أفريقيا، ومن قانون لجنة المساواة بين الجنسين الصادر عام 1996م.

## الرؤية والرسالة
تتلخص رؤية لجنة المساواة بين الجنسين في «مجتمع خالٍ من الاضطهاد والتمييز بناءًا على النوع الاجتماعي». وتتلخص الرسالة في رفع وتعزيز وحماية المساواة بين الجنسين في جنوب أفريقيا عن طريق إجراء الأبحاث، وتوعية وتثقيف العامة، وتطوير السياسات، والمبادرات التشريعية، والتأكد من فعالية نظم الرقابة والتقاضي.

## أعضاء اللجنة
عيَّن رئيس جنوب أفريقيا جاكوب زوما تسعة أعضاء مفوضين لمدد ولاية مختلفة تبدأ من الأول من يونيو لعام 2012 م. تم تعيين سبعة أعضاء متفرغين وهم كل من السيد مفانزلوي شوزي، والسيدة ثوكو مبوملوانا، والسيدة جانين هيكس، والسيدة سيلفيا ديزيريه ستيفنز- مازيا، والسيد والاس أموس موجي، والسيدة ندليكا أوميرا أورتيا لويان، والسيدة نوندوميسو مابازي رانوجا، وتم تعيين عضوين غير متفرغين وهما السيدة لولاما نار، والأستاذ الدكتور أماندا جوس. عمل السيد شوزي كنائب رئيس سابق وقائم بأعمال رئيس اللجنة بعدما انضم إليها في عام 2002 م، وشغل منصب رئيس اللجنة بدءًا من الأول من يونية لعام 2012 م وحتى آخر يناير لعام 2017 م. وقد أولى الاهتمام بتشجيع الرجال لتبني فكرة المساواة بين الجنسين.

## وصلات خارجية
- الموقع الرسمي للجنة المساواة بين الجنسين.